# Heterogeniczność
Heterogeniczność – niejednorodność (zróżnicowanie). Może tyczyć się każdej dziedziny życia. W środowisku informatycznym oznacza zróżnicowaną wielkość struktur danych, różną funkcjonalność, różne modele danych, np.: sieć komputerowa, która zawiera serwery z zainstalowanymi różnymi systemami operacyjnymi. W dziedzinie chemii fizycznej i materiałoznawstwa oznacza „wielofazowość” – stan układu termodynamicznego, w którym składa się on z więcej niż jednej fazy (np. heteroazeotrop, heterozeotrop). Pojęciem przeciwnym jest homogeniczność (np. homozeotrop, homoazeotrop).